# Albertosaurus
Albertosaurus sarcophagus ("köttätande Albertaödla") är en utdöd art som tillhörde dinosauriesläktet Albertosaurus, en albertosaurin som levde i västra Nordamerika under yngre delen av kritaperioden, för mer än 70 miljoner år sedan. Utbredningen av A. sarcophagus som är typarten för släktet, begränsades inom området för dagens kanadensiska provins Alberta, efter vilket släktet har fått sitt namn. Forskarna är oense om hur många arter det är som representerar släktet, men det är endast ett fåtal.
Så som andra tyrannosaurider var Albertosaurus en tvåbent köttätande dinosaurie med ett massivt huvud, käkar fulla av stora tänder och små händer med endast två fingrar. Den kan ha innehaft topplatsen i näringskedjan i dess lokala ekosystem. Även om den var relativt stor för en theropod, var Albertosaurus mycket mindre än dess mer kända släkting Tyrannosaurus. En del anser att Albertosaurus utvecklade sig till Tyrannosaurus, men fynd visar att den var mycket mer framgångsrik än sin släkting och att den levde under en längre tidsperiod och kanske till och med samtidigt som Tyrannosaurus.
Fossila rester efter mer än tjugo individer har upptäckts, vilket ger forskare en mer detaljerad kunskap om Albertosaurus anatomi än vad man har om andra tyrannosaurider. Upptäckten av tio individer på en och samma plats ger bevis för att djuret kunde ha haft ett flockbeteende och tillåter studier av utvecklingsbiologin, vilket är omöjligt med mindre kända djur.

## Beskrivning

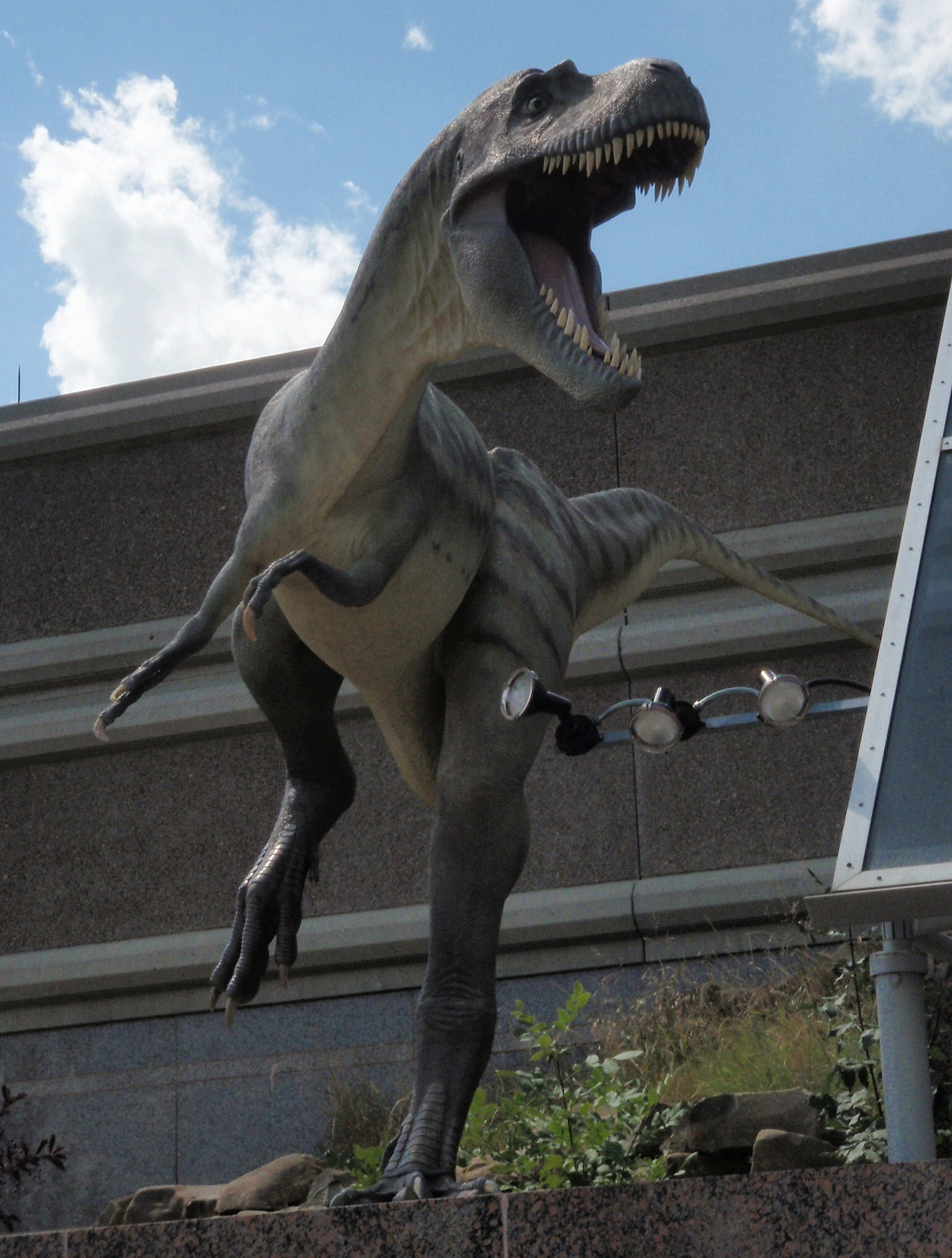
Modell av Albertosaurus utanför Royal Tyrrell Museum.

Albertosaurus var som fullvuxen individ ungefär 8 - 11 meter. Flera fristående beräkningar av massan, utförda med hjälp av olika sorters metoder, framkastar att en fullvuxen Albertosaurus vägde mellan 1 282 kg och 1 685 kg.
Albertosaurus' massiva kranium hölls uppe av en kort, S-formad hals och var ungefär 1 meter lång hos de största vuxna individerna. Breda öppningar i kraniet, de så kallade fenestrae, reducerade den potentiella vikten av huvudet, samtidigt som de gav infästningsområden för muskler och sinnesorgan. Dess långa käftar hade fler än 60 bananformade tänder; större tyrannosaurider hade färre tänder. Till skillnad emot flera andra theropoder var tyrannosaurider heterodonta, det vill säga att de hade olika storlekar och olika former på tänderna beroende på var de befann sig i munhållan. Premaxilla-tänderna vid framdelen av överkäken var mycket mindre än de resterande, och mer hoppackade och D-formade längre bak.
Alla tyrannosaurider, Albertosaurus inräknad, hade en liknande kroppsbyggnad. Albertosaurus gick, vilket är typiskt för en theropod, på bakbenen och balanserade sitt tunga huvud och torso med en lång svans. Emellertid var tyrannosauridernas armar små för deras kroppsstorlek och hade endast två fingrar. Benen var långa och slutade i en fot med fyra tår. Den första av dessa, det som motsvarar stortån hos människor, var väldigt kort och enbart de andra tre nådde till marken. Den mellersta tån av dessa var längst.

## Taxonomi
Albertosaurus namngavs år 1905 av Henry Fairfield Osborn från American Museum of Natural History i en väldigt kortfattad anteckning i slutet av sin beskrivning av Tyrannosaurus rex. Namnet hedrar Alberta, den kanadensiska provinsen där de första resterna hittades. Släktet fick sitt namn samma år som Alberta utropades till egen provins. Släktnamnet inkorporerar även den grekiska termen σαυρος/sauros, vilket betyder "ödla", det allra vanligaste efterledet i dinosaurienamn.

### Klassificering
Albertosaurus är en medlem av theropodfamiljen Tyrannosauridae. Inom denna familj klassificeras Albertosaurus sarcophagus vanligen tillsammans med Gorgosaurus (ibland även kallad Albertosaurus libratus) i underfamiljen Albertosaurinae. Albertosauriner var mer slanka än de robusta tyrannosaurinerna, den andra stora underfamiljen inom tyrannosauriderna. Appalachiosaurus har kallats en albertosaurin i åtminstone en studie, även om detta är kontroversiellt.

### Etymologi
Albertosaurus typtaxon är A. sarcophagus, jämväl namngiven av Osborn år 1905. Namnet sarcophagus betyder "köttätare" och har samma etymologi som ordet sarkofag med vilket, som synes, arten delar sitt namn. Detta är en kombination av de grekiska orden σαρξ/sarx, som betyder "kött", och Φαγειν/phagein, som betyder "att äta." Mer än tjugo exemplar av alla åldrar är kända.

### Gorgosaurus libratus
År 1913 påträffade paleontologen Charles Hazelius Sternberg ännu ett tyrannosaurid-skelett från ett litet äldre sediment i Alberta. Denna dinosaurie gavs namnet Gorgosaurus libratus 1914 av Lawrence Lambe. Dale Russell upptäckte få olikheter som kunde särskilja de två släktena och förklarade Gorgosaurus som en yngre synonym till Albertosaurus år 1970. Han skapade även namnkombinationen Albertosaurus libratus. Detta förlängde den provisoriska klassificeringen av genuset bakåt med åtskilliga miljoner år och dess geografiska utbredning åt syd med flera hundra kilometer.
Russells antagna synonym har ifrågasatts i och med mer nyliga undersökningar av Albertosaurus och Gorgosaurus. År 2003 undersökte Phil Currie och hans kolleger kranier av de två arterna och drog slutsatsen att de två skilda släktena borde bibehållas, även om forskargruppen bekräftade att de två släktena är systertaxon och att skiljaktigheten därför är rätt nyckfull. Emellertid är Albertosaurus och Gorgosaurus, enligt Currie, inte mer lika varandra än Daspletosaurus och Tyrannosaurus, vilka nästan alltid behållits som separata släkten. Som ett tillägg påstås det att flera ej beskrivna albertosaurin-exemplar har hittats i andra delar av Nordamerika, medräknat Alaska och New Mexico, så Currie har rekommenderat att man borde låta de två släktena vara separata till denna tvistefråga har klarnat upp. De flesta skribenter har sedan dess följt Curries rekommendation, men det finns likväl de som inte har det.

### Ogiltiga arter
Andra exemplar av Albertosaurus har namngivits men senare ogiltigförklarats. William Parks beskrev ett ofullständigt skelett från Alberta som Albertosaurus arctunguis 1928, men denna är allmänt ansedd som en yngre synonym till A. sarcophagus. Albertosaurus megagracilis (senare ändraders namnet till Dinotyrannus) baserades på ett litet skelett av en tyrannosaurid från Hell Creek-formationen i Montana i USA. Emellertid tror man nu att det möjligen skulle kunna vara en vital Tyrannosaurus.

## Fyndet

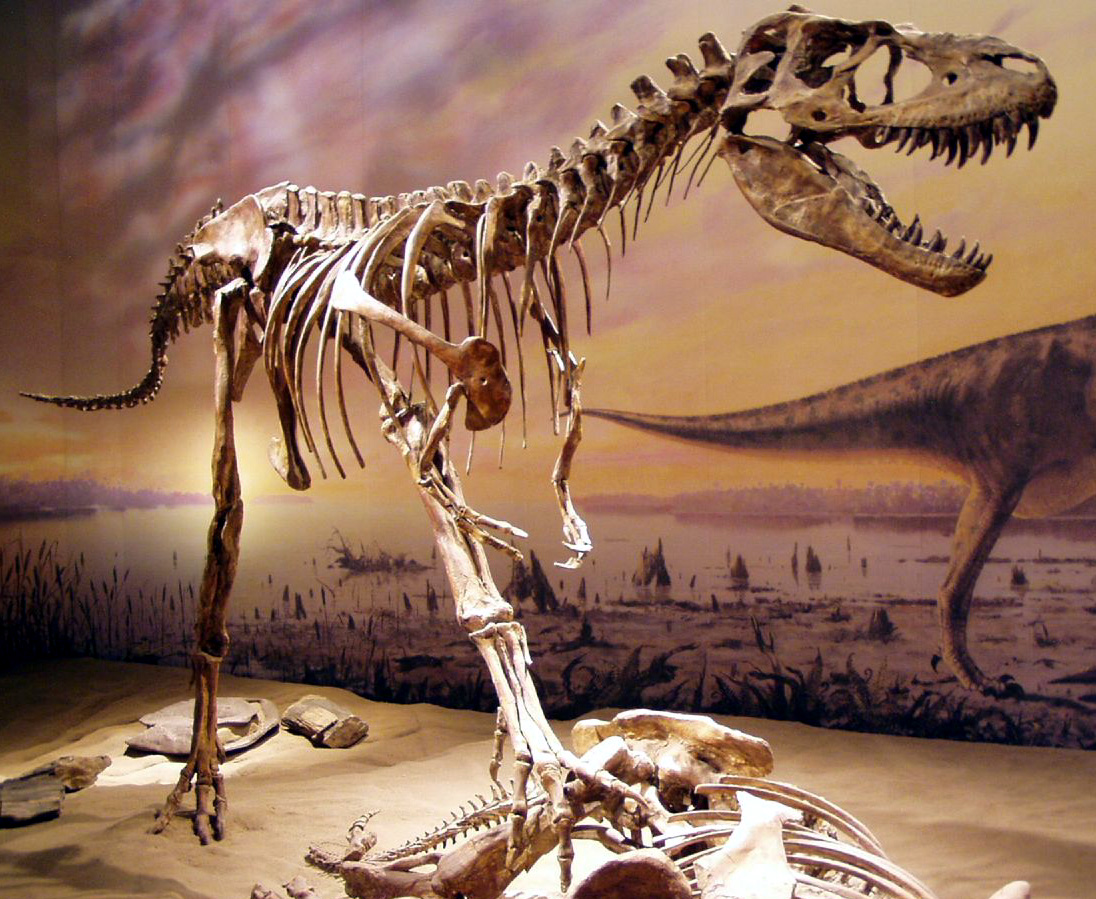
Skelett av Albertosaurus i Royal Tyrrell Museum, Alberta

Det första påträffade partierna av ett exemplar av Albertosaurus är ett partiellt kranium som samlades in 1884 från en sluttning vid Red Deer River i Alberta. Detta exemplar återfanns, tillsammans med ytterligare ett kranium samt några skelettdelar, av en expedition utsänd av Geological Survey of Canada. Den leddes av den berömde kanadensiske geologen Joseph B. Tyrrell. Exemplaret förvaras nu i Canadian Museum of Nature. De två kranierna fastställdes till den redan existerande arten Laelaps incrassatus av Edward Drinker Cope år 1892. Dock upptäckte man, så tidigt som år 1877, att namnet Laelaps redan var upptaget av ett släkte kvalster, och det ändrades till Dryptosaurus av Copes rival, Othniel Charles Marsh. (Cope vägrade att erkänna det nya namnet.) Lawrence Lambe flyttade Laelaps incrassatus till släktet Dryptosaurus 1904. Eftersom D. incrassatus bara baserades på ett par tyrannosaurid-tänder som inte kunde artbestämmas och eftersom materialet av Alberta-kraniet skilde sig så påfallande från Dryptosaurus gav Osborn det namnet Albertosaurus sarcophagus år 1905, samma år som Alberta blev en egen provins.

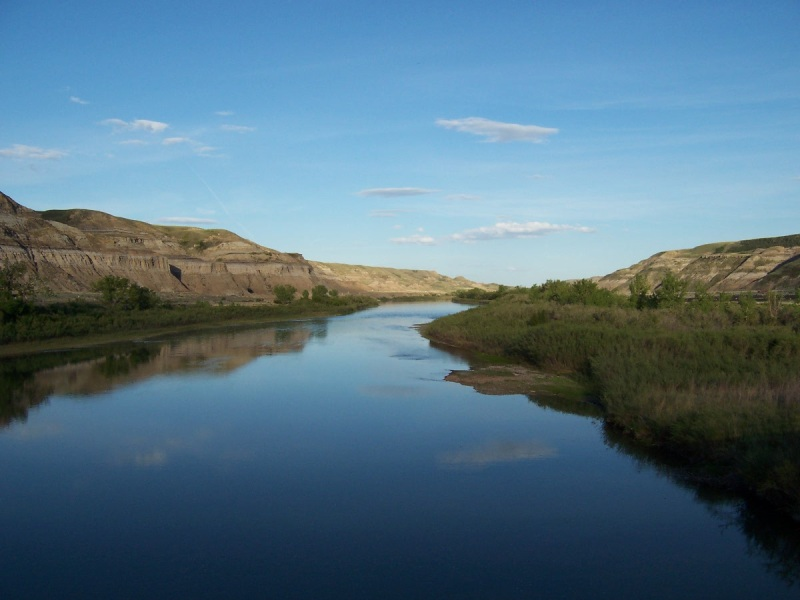
Red Deer River nära Drumheller, Alberta. Mer än hälften av alla fynd av Albertosaurus har gjorts längs med floden, i bankar liknande de på var sida om floden på den här bilden.

År 1910 blottlade den amerikanske paleontologen Barnum Brown resterna av en stor grupp albertosaurier vid ett annat stenbrott längs med Red Deer River. På grund av det stora antalet av ben och den begränsade tiden samlade inte Browns grupp upp alla exemplar, men försäkrade sig om att samla in åtminstone ett par bendelar från alla närvarande individer. Bland många andra ben som deponerats i American Museum of Natural Historys samlingar i New York, samlades sju uppsättningar högra fotben in, jämte två isolerade tåben som inte passade ihop med några av fotbenen på grund av sin storlek. Detta tydde på närvaron av minst nio individer i brottet. Royal Tyrrell Museum of Palaeontology hittade tillbaka till platsen igen år 1997 och återupptog fältarbetet där. Denna fortsatta utgrävning resulterade år 2002 i runt tio väldigt unga individer.
Exemplaret som ursprungligen fick namnet A. arctunguis grävdes också fram nära Red Deer River och finns nu i Royal Ontario Museum i Toronto, Kanada. Ytterligare sex kranier och skelettdelar har sedan dess hittats i Alberta och finns nu på andra kanadensiska museer.
Alla identifierbara fossil av A. sarcophagus är kända från Horseshoe Canyon Formation i Alberta. Denna formation dateras tillbaka till äldre delen av Maastrichtianskedet under yngre delen av kritaperioden, mellan 70 och 73 miljoner år sedan. Många andra dinosaurier har också hittats där, såsom mindre theropoder som Ornithomimus, Chirostenotes och flera dromaeosaurider, och en stor variation av herbivorer som ankylosaurier, ceratopsier, pachycephalosaurier och hadrosaurider. Fossil av Albertosaurus har också rapporterats från de amerikanska staterna Montana, New Mexico och Wyoming, men dessa representerar antagligen inte A. sarcophagus och kanske inte ens tillhör Albertosaurus släkte.

## Paleobiologi
Som många andra tyrannosaurider är Albertosaurus ordentligt känd från flera olika exemplar, vilket medför att man kan göra detaljerade studier av dess livshistoria och bereda bevisning för artens beteende.

### Växtförlopp

Grafen visar den antagna tillväxtkurvan (kroppsmassa kontra ålder) för fyra väldokumenterade tyrannosaurider. Albertosaurus är markerad i rött. Baserad på Erickson o. a. år 2004.

De flesta av Albertosaurus ålderskategorier finns representerade i de fossila journalerna. Med hjälp av benens histologi kan åldern vid dödstillfället hos en individ ofta fastställas, vilket tillåter att växttakten kan bedömas och jämföras med andra exemplar inom samma art. Den yngsta kända albertosaurien är ett tvåårigt ungdjur som nyligen hittats i en på nytt öppnad benbädd. Exemplaret i fråga kan ha vägt runt 50 kg. Ett 24 år gammalt exemplar från samlingarna i Royal Tyrrell Museum of Palaeontology är det äldsta kända, och dess tyngd uppskattas till ungefär 1,14 ton. Trots det uppskattas den största individens tyngd till 1,28 ton. Den förvaras i American Museum of Natural Historys samlingar och bedöms ha varit 22 år gammal då den dog. Då exemplarens ungefärliga ålder och storlek fastställts kan man sammanfatta det i ett diagram (se ovan) som visar en S-formad tillväxtkurva. Den snabbaste tillväxten sker under en fyraårsperiod som slutar vid sexton års ålder, vilket även kan ses hos andra tyrannosaurider. Tillväxthastigheten under denna fas var 122 kg per år. Andra tyrannosaurider av ungefär samma storlek visar en liknande tillväxhastighet, men hastigheten hos dessa är mycket lägre än den hos Tyrannosaurus, som växte nästan åtta gånger snabbare (767 kg per år) under sin tillväxtfas. Vid ungefär 16 års ålder verkar en mogenhet av skelettet ha framträtt hos Albertosaurus, även om tillväxten fortsatte men i ett långsammare tempo genom hela djurens liv.

### Flockbeteende
Albertosaurie-benbädden som hittades av Barnum Brown och hans arbetslag innehåller resterna efter minst 10 individer. Denna grupp verkar vara sammansatt av två eller tre fullvuxna individer över 21 år; en yngre vuxen med en ålder av 17 år; fyra ungdomar som går igenom sin snabba tillväxtfas mellan 12 och 16 års ålder; och ett tio år gammalt ungdjur som ännu inte hade nått sin tillväxtfas. Ett väldigt vitalt ungdjur som bedöms vara runt två år gammal är också närvarande.
De så gott som frånvarande resterna efter herbivorer och liknande bevaringstillstånd hos de många individerna i albertosaurie-benbädden fick Currie att dra slutsatsen att platsen inte var en rovdjursfälla som La Brea i Kalifornien, och att alla av de bevarade djuren dog samtidigt. Detta kan vara tecken på ett flockbeteende. Andra forskare är skeptiska och anmärker att djuren kan ha drivits samman tack vare ändrande beskaffenhet hos en närliggande flod eller andra orsaker.
Det finns en mängd bevis som talar för ett flockbeteende hos växtätande dinosaurier, ceratopsier och hadrosaurier medräknade. Emellertid är det mycket sällan så många köttätande dinosaurier har hittats på samma plats. Flera individer av små theropoder som Coelophysis, Deinonychus och Megapnosaurus har hittats tillsammans, vilket även gäller några större predatorer som Allosaurus och Mapusaurus. Det finns även vissa bevis för flockbeteende hos andra tyrannosaurider. Fragmentera kvarlevor efter mindre individer hittades jämte "Sue", den Tyrannosaurus rex som nu står på Field Museum of Natural History i Chicago. En benbädd i Two Medicine Formation i Montana innehåller minst tre exemplar av en ej namngiven art av Daspletosaurus, bevarad tillsammans med flera hadrosaurier. Dessa fynd kan bekräfta bevisen för socialt beteende hos Albertosaurus, fastän några eller alla av de ovan nämnda lokaliteterna kan representera temporära eller onaturliga sammanslagningar.
Currie spekulerar också om Albertosaurus vanor under jakten i flock. Proportionerna av benen hos mindre individer är likvärdiga de hos ornithomimiderna, vilka troligtvis var bland de snabbaste av dinosaurierna. Yngre albertosaurier var antagligen lika flyfotade eller åtminstone snabbare än deras bytesdjur, vilket kan ha inbegripit ceratopsier och hadrosaurier. Currie antar att de yngre flockmedlemmarna kan ha varit ansvariga för att driva bytet emot deras föräldrar, vilka var större och kraftigare, men därmed också långsammare. Men eftersom bevarande av ett djurs beteende är väldigt sällsynt kan denna idé tyvärr inte undersökas med lätthet.

## Albertosaurus i populärkulturen
Albertosaurus finns med i sjätte avsnittet av Förhistoriska parken.